# 田村直子
田村 直子（たむら なおこ、1976年6月8日 - ）は、日本の女優。
神奈川県出身。夢工房に所属していた。

## 出演作品

### テレビドラマ
- ウルトラQ dark fantasy 第1話「踊るガラゴン」（2004年、TX） - 幼稚園の先生
- 自由戀愛 bluestockings（2005年、WOWOW）
- 純情きらり 第65回（2006年、NHK）
- 心霊探偵八雲 第1話（2006年、TX） - 看護師
- 人生はフルコース 第2話（2006年、NHK） - OL
- 仮面ライダー電王 第3話「アウトロー・モモタロー」（2007年、テレビ朝日） - 事務員
- スーパー戦隊シリーズ（テレビ朝日）
  - 侍戦隊シンケンジャー 第21話「親子熊」（2009年） - 母親
  - 天装戦隊ゴセイジャー 第1話「護星天使、降臨」（2010年） - 母親
- 相棒（テレビ朝日）
  - Season 9 第6話「暴発」（2010年） - 志村利恵
  - Season 10 第10話「ピエロ」（2012年） - 劇場案内係
- プラチナタウン（2012年、WOWOW）
- 怪奇大作戦 ミステリー・ファイル 第2話「地を這う女王」（2013年、NHK BSプレミアム）
- 嘘の証明 犯罪心理分析官・梶原圭子2（2013年、TX）

### バラエティ
- わたしが子どもだったころ

### 映画
- 雨よりせつなく（2005年） - OL
- 自由戀愛 bluestockings（2005年） - 女中
- 転生 TENSEI（2006年） - 事務員
- 愛の流刑地（2007年） - 裁判官
- 吉祥天女（2007年） - 使用人
- 伝染歌（2007年） - 婦人警官
- HERO（2007年） - 報道カメラマン
- SPACE BATTLESHIP ヤマト（2010年） - 記者
- 小川の辺（2011年） - 女中
- 酔いがさめたら、うちに帰ろう。（2013年） - 精神病棟の患者

### 舞台
- あなたとホテルにきた理由
- あの日雨は降っていた
- コラボレーション
- ロマンチック

### CM
- ウィルコム・「店頭教会編」
- カーコンビニ倶楽部

### VP
- マイクロソフト・「.NET Framework」

### スチール
- 住友林業